# Op stap
Op stap, ook uitgebracht als Op stap, een film van Amsterdam-Zuid, is een Nederlandse musicalfilm uit 1935 onder regie van Ernst Winar, naar een draaiboek van Alexander Alexanders. Hij werd uitgebracht door Nationaal Film.

## Verhaal
De film speelt zich af in Amsterdam-Zuid. Janus Fortuin is een arme pianostemmer en liedjesschrijver die getrouwd is met een chaggerijnige geldwolf. Samen hebben ze een dochter, Polly, die verloofd is met de aanstaande componist George van Reen. Polly's oom Barend is de rijke eigenaar van een plantage in Nederlands-Indië en woont al 25 jaar lang in de tropen. Op een dag besluit hij terug te keren naar Nederland. Hij boekt een vlucht met de KLM en zit op hetzelfde vliegtuig als de gevierde filmster Bella Ramona. Eenmaal in Nederland, brengt hij een bezoekje aan huize Fortuin. Hij wordt echter door zijn eigen familie niet herkend en besluit daarom zichzelf voor te stellen als meneer Van Santen.
Meneer en mevrouw Fortuin denken dat 'Van Santen' een kamer wil huren en bieden hem daarom onderdak aan. 'Van Santen' is echter niet tevreden met de oncomfortabele faciliteiten en krijgt de kamer van Polly aangeboden. Hij leert haar op die manier kennen en is onder de indruk van haar goedhartigheid. Ondertussen ambieert Polly een carrière als musicalster, maar ze heeft weinig geluk bij haar audities. Via 'Van Santen' krijgt Janus de taak de piano van Bella Ramona te stemmen. Daar doet Janus een goed woordje voor George. Polly is later beledigd dat hij niets over haar gezegd heeft.
Janus' compositie Op stap wordt gebruikt in een van Bella's films, maar hij krijgt er geen erkenning voor. Niet veel later wordt hij ook nog onterecht aangehouden op verdenking van het vervalsen van een cheque. Deze cheque is echter van Barend, maar die was hem kwijtgeraakt. Uiteindelijk schiet Barend hen te hulp en maakt hij een einde aan de verwarring. Hij maakt zichzelf bekend als Barend Fortuin en laat zijn familie perplex staan. Na Janus' vrijlating, vertrekt Barend onmiddellijk, omdat mevrouw Fortuin veel negatief over Barend had gesproken toen ze nog dacht dat hij Van Santen was.
Vlak voor zijn terugkeer naar Batavia, ontmoet hij Bella Ramona voor een laatste keer. Ondertussen heeft George zijn grote doorbraak gekregen. Janus krijgt niet de erkenning die hij verdient, maar is desondanks tevreden met zijn leven. Voor het einde zijn er twee versies gemaakt: Barend stuurt alsnog een cheque vanaf de luchthaven. In de ene versie valt deze echter naast de brievenbus en raakt dus zoek, terwijl hij in de andere versie wordt opgeraapt en alsnog in de bus wordt gegooid.

## Rolbezetting
| Acteur           | Personage          |
| ---------------- | ------------------ |
| Louis Davids     | Janus Fortuin      |
| Heintje Davids   | Mevrouw Fortuin    |
| Jopie Koopman    | Polly Fortuin      |
| Fien de la Mar   | Bella Ramona       |
| Frits van Dongen | George van Reen    |
| Adolphe Engers   | Oom Barend Fortuin |

## Achtergrond
Jacques van Tol baseerde het script op de ervaringen in zijn eigen leven en hij schreef het merendeel van de liedjes zelf. Louis Davids kreeg er later alle erkenning voor. Bovendien wilde hij een film maken waarin Fien de la Mar een 'haar op het lijf geschreven hoofdrol' kon spelen. De regie werd uitgevoerd door de Duitse Ernst Winar, die naar Nederland vluchtte toen Adolf Hitler de macht greep in Duitsland. Hoewel Winar van Duitse afkomst was, werd Op stap gepromoot als 'de eerste Nederlandse geluidsfilm, die voor 100% met Nederlandse medewerkers is gemaakt'. Dit was het gevolg van irritaties van Nederlanders, die klaagden over de overheersing van buitenlanders in de Nederlandse filmindustrie ten tijde van een periode van schaarste van werk.
De hoofdrollen gingen naar Louis Davids, Heintje Davids en Fien de la Mar, allen revuesterren. De film werd opgenomen in de Cinetone Studio's in Duivendrecht. Bij de keuring op 4 april 1935 werd Op stap niet toegelaten. Er werden in een korte periode scènes verwijderd, waarna de film werd toegelaten voor '14 jaar en ouder'. Het in de film gezongen lied Als je voor een dubbeltje geboren bent, bereik je nooit een kwartje werd populair, maar de film zelf was geen commercieel succes. Winar sprak er later met weinig enthousiasme over: "Ik heb Op stap nooit zo best gevonden, ik geneerde me eigenlijk een beetje voor die film. Alleen Fien de la Mar, die was goed maar niet makkelijk." Ook Louis Davids was achteraf niet blij met het resultaat. In een gesprek met Menno ter Braak zei hij er het volgende over: "Er zijn hier spelers, die het kunnen opnemen tegen de beste van het buitenland. Zij moeten alleen nog leeren voor de lens te spelen. Dat er nu ontzaglijk veel verknoeid wordt (ziet u maar de film Op Stap, waar ik ook een rolletje in speel, en waarvan het op zichzelf aardige idee in de realiseering niets is geworden), is zeker waar, maar dat zegt nog weinig." De filmfabriek Express-Film bracht de film in 1939 opnieuw uit, in memoriam van Louis Davids die op 1 juli van dat jaar was overleden.